# NRK Super
NRK Super es un canal de radio y televisión público noruego dirigido a niños y adolescentes. Fue creado con el lanzamiento de la televisión digital terrestre en 2007 para niños de 2 a 12 años trasmite con la misma frecuencia que NRK3 de 7 a. m. a 7 p. m. y emite por Radio DAB en el canal de radio NRK super de 6 a. m. a 9 p. m..
Su programación se compone de dibujos animados, programas educativos, revistas y juegos NRK Super también tiene una comunidad web donde se pueden ver determinados programas de forma diferida los niños pueden registrarse crear su propio perfil y hacer amigos en línea.

## Historia
El canal fue lanzado el 1 de diciembre de 2007 por decisión de la Norwegian Broadcasting Corporation. El coste de crear un canal de televisión y una licencia osciló entre 50 y 60 millones de coronas. Este fue el paso de represalia de NRK tras el lanzamiento de Disney Channel en Noruega, que había estado transmitiendo allí durante varios años: la principal compañía de radio y televisión del país no quería perder a su audiencia infantil y, por lo tanto, se arriesgó.
La cobertura de transmisión de NRK en el país fue del 100%, y algunos de los programas para niños se transmitieron simultáneamente en el nuevo NRK Super y el canal principal de televisión NRK1 . Desde 2010, el canal de televisión se ha vuelto completamente independiente de otros proyectos de Norwegian Broadcasting Corporation y se incluyó en todos los paquetes de televisión. Desde entonces, todos los programas para niños se han emitido exclusivamente en NRK Super.

## NRK Radio Super
El 16 de octubre de 2007 comenzó el año en que las estaciones de radio emitieron simultáneamente en vivo. La retransmisión se realiza de 6 a 21 horas. El canal NRK Radio Super trasmite programación de radio para niños.

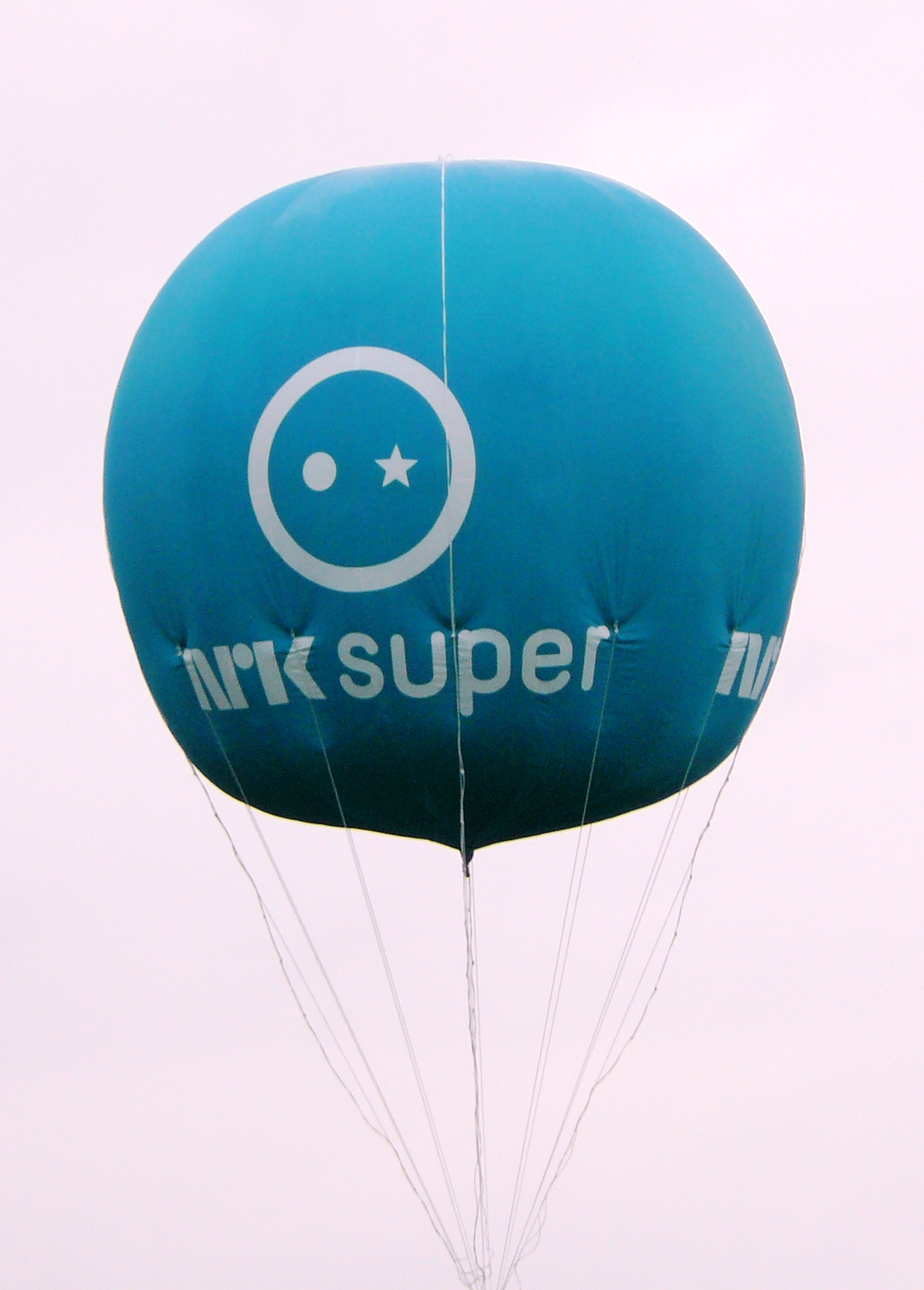
Globo publicitario del canal infantil NRK Super Foto:Chell Hill